# Type 051 (lớp tàu khu trục)
Các tàu khu trục lớp Kiểu 051 (định danh NATO là Luda - Lữ Đại) là các tàu khu trục tên lửa đầu tiên do Hải quân Trung Quốc tự thiết kế và chế tạo. Thiết kế của lớp này chịu ảnh hưởng của lớp Neustrashimy và lớp Kotlin (đều của Liên Xô). Thiết kế được thông qua năm 1967 và việc đóng chiếc đầu tiên được khởi công năm 1968, đưa vào biên chế từ năm 1971. Cho đến năm 1991, đã có 16 tàu lớp Kiểu 051 được đóng. Hiện tại, 12 tàu còn đang hoạt động, còn 4 đã bị cho nghỉ.
Nhìn chung, các tàu lớp Kiểu 051 có trọng tải choán nước là 3670 tấn, dài 132 mét, rộng 12,8 mét, mớn nước 4,6 mét. Chúng được trang bị 2 động cơ turbine hơi có tổng công suất 72.000 shp (53.700 kW). Tốc độ di chuyển cao nhất là 32 hải lý/giờ và tầm hoạt động 2970 hải lý. Thủy thủ đoàn gồm 280 người.
Về vũ trang, tàu được trang bị 16 tên lửa đối hạm, 8 tên lửa phòng không, 6 ống phóng ngư lôi, 2 hệ thống phóng tên lửa chống tàu ngầm Kiểu 75, thủy lôi, pháo 2 nòng 130 mm, 4 hệ thống cao xạ phòng không 2 nòng 37 mm Kiểu 76A, 1 đến 2 trực thăng Harbin Z-9.
Bản mẫu:Các lớp tàu của Hải quân Trung Quốc